# متجر الضوء
متجر الضوء (بالكورية: 조명가게) هو مسلسل رعب وغموض كوري جنوبي، من تأليف كانغ فول وإخراج الممثل كيم هي-وون. من بطولة جو جي هون، بارك بو يونغ، باي سونغ وو، أوم تاي جو، كيم سول هيون، لي جونغ إيون، كيم مين ها، بارك هيوك كوون، كيم داي ميونغ، شين أون سو، كيم سون هوا، كيم كي هاي. مبني على الويبتون الذي يحمل نفس الاسم من تأليف كانغ فول. عرض على ديزني+ من 4 ديسمبر الى 18 ديسمبر 2024.
أصبح أعلى عمل أصلي كوري مشاهدة على ديزني+ في عام 2024، ويحتل المرتبة الثانية لأعلى مشاهدة لمسلسل كوري على الإطلاق على المنصة عالميًا، بعد متحرك - كلا المسلسلين من تأليف فنان الويبتون كانغ فول.

## القصة
المسلسل مقتبس من الويبتون الشهيرة التي تحمل نفس الاسم لكانغ فول، ويحكي قصة مجموعة من الغرباء، كل منهم يكافح من أجل التأقلم مع حدث مؤلم في ماضيه. في حياتهم اليومية، ينجذب كل فرد بشكل غامض إلى متجر للضوء يقع في نهاية زقاق قذر. تحت حراسة صاحب متجر غامض، يمكن أن يحمل متجر الضوء مفتاح ماضي الغرباء وحاضرهم ومستقبلهم.

## الممثلون
- جو جي هون في دور جونغ وون يونغ[3]

صاحب محل الاضاءة.
- بارك بو يونغ في دور كوان يونغ جي[3]

ممرضة لها علاقة غير عادية بمرضاها.
- كيم سول هيون في دور لي جي يونغ[4]

امرأة غامضة كانت في علاقة مع هيون مين.
- باي سيونغ وو في دور يانغ سونغ سيك[3]

ضابط شرطة.
- أوم تاي غو في دور هيون مين[4]
- لي جونغ يون في دور جونغ يو-هي[3]

أم مضطربة.
- كيم مين ها في دور سيون هاي[4]
- بارك هيوك كوون في دور سيونغ وون[4]
- شين أون سو في دور هيون جو[4]
- كيم سون هوا في دور هيه وون[4]
- كيم كي هاي في دور جي وونغ[4]

## الإنتاج
المسلسل من إخراج الممثل كيم هي-وون ومن كتابة كانغ فول الذي كتب مسلسل متحرك (2023)، مبني على ويبتون بنفس الاسم منشوره على كاكاو ويبتون في عام 2011. المسلسل بمثابة أول عمل لكيم كمخرج. من إنتاج شركة إم أر رومانس بتعاون مع موفينغ بيكتشرز لصالح ديزني+.

## الاطلاق
أعلن عن إصدار المسلسل حصريًا على ديزني+ في النصف الثاني من عام 2024. أكدت ديزني+ أن تاريخ إصدار المسلسل سيكون في 4 ديسمبر 2024، حيث سيتم إصدار أربع حلقات من أصل ثماني حلقات مرة واحدة والأربع حلقات المتبقية خلال الأسبوعين التاليين.

## الجوائز والترشيحات
| قائمة الجوائز والترشيحات | قائمة الجوائز والترشيحات | قائمة الجوائز والترشيحات | قائمة الجوائز والترشيحات | قائمة الجوائز والترشيحات |
| الجائزة                  | الفئة                    | المستلم                  | النتيجة                  | م.                       |
| ------------------------ | ------------------------ | ------------------------ | ------------------------ | ------------------------ |
| جوائز بايكسانغ للفنون    | أفضل مخرج                | كيم هي وون               | رُشِّح                      | [ 8 ]                    |

## روابط خارجية
- متجر الضوء على موقع IMDb (الإنجليزية)
- متجر الضوء على موقع فيلمافينيتي (الإسبانية)
- متجر الضوء على موقع قاعدة بيانات الفيلم (الإنجليزية)
- متجر الضوء على هانسينما